# Gewissenserforschung
Die Gewissenserforschung stellt eine fromme Übung dar, bei der die Führung des eigenen Lebens überdacht und reflektiert wird.

In der römisch-katholischen Kirche hat die Gewissenserforschung ihren Platz allabendlich in der Komplet, bei öfterer Gewissenserforschung auch in der Mitte des Tages, vor dem Empfang der Sakramente, insbesondere vor der heiligen Kommunion und dem Empfang des Bußsakramentes, im Rahmen von Exerzitien oder in gemeinschaftlichen Bußgottesdiensten. Nr. 1454 des Katechismus der katholischen Kirche führt unter den Akten des Pönitenten an: 

„Es ist angemessen, sich durch eine Gewissenserforschung im Licht des Wortes Gottes auf den Empfang des Bußsakramentes vorzubereiten. Die passendsten Texte finden sich in den sittlichen Weisungen der Evangelien und der Apostelbriefe: in der Bergpredigt und den Mahnungen der Apostel.“

Der hl. Ignatius von Loyola, der die Gewissenserforschung zweimal am Tage, mittags und abends, empfiehlt, unterscheidet zwischen der allgemeinen Gewissenserforschung und der besonderen, die sich immer nur auf einen bestimmten Fehler und dessen Ausmerzung bezieht. Beide Arten sollen ihm zufolge zur Zeit der Gewissenserforschung miteinander verbunden werden. Für die allgemeine Gewissenserforschung führt er fünf Punkte an:
- Gott, unserem Herrn, Dank sagen für die empfangenen Wohltaten
- Gnade erbitten, die Sünden zu erkennen und von sich zu werfen
- Rechenschaft fordern von seiner Seele, angefangen von der Stunde des Aufstehens bis zur gegenwärtigen Prüfung, Stunde um Stunde, Zeit um Zeit; und zuerst über die Gedanken, dann aber über die Worte, dann über die Werke
- Verzeihung erbitten von Gott, unserem Herrn, für die Verfehlungen
- Besserung sich vornehmen mit seiner Gnade, Vater Unser

Hilfestellung bei einer Gewissenserforschung bieten auch sogenannte Gewissensspiegel. Diese sind oft an den zehn Geboten oder an den hauptsächlichen Werken der Barmherzigkeit ausgerichtet.